# Orbán Jolán
Orbán Jolán (Csíkszereda, 1962. február 7. –) egyetemi tanár, irodalmár, a Pécsi Tudományegyetem Magyar Nyelv- és Irodalomtudományi Intézetének intézetvezetője, illetve Modern Irodalomtörténeti és Irodalomelméleti Tanszékének tanszékvezetője.
Fő kutatási területe Jacques Derrida filozófiája és a dekonstrukció hatása a huszadik századi világirodalom és magyar irodalom értelmezésére.

## Élete és munkássága
Erdélyi származású, a csíkszeredai matematika-fizika líceumban végezte tanulmányait, majd a Babeș–Bolyai Tudományegyetemen végezte el a magyar szakot 1987-ben. Ezután irodalomelméleti és filozófiai tanulmányokat folytatott a Zürichi Egyetemen, a Párizsi Egyetemen és a College de France-ban, majd az Egyesült Államokban, a Boston College-ben. Zürichben ismerkedett meg Jacques Derrida munkásságával, filozófiájával. Az 1989/90 tanévben Párizsban Jacques Derrida óráira járt.
1991 óta tanít a Pécsi Tudományegyetemen. Élen járt Derrida tanainak magyarországi megismertetésében. 1993-ban meghívta az egyetemre Derridát, ahol díszdoktori címet kapott.
1994-ben adta ki egyik legjelentősebb művét Derrida írás-fordulata címmel, amely alapkönyvvé vált a hazai dekonstrukció számára. Derrida halála után (2004) évente rendeznek a filozófus tiszteletére Pécsen nemzetközi konferenciát. Jelentős szerepet játszott még két további jelentős 20. századi gondolkodó, az amerikai Richard Rorty és a németországi Jürgen Habermas meghívásában, akik a filozófia és az irodalomtudományi doktori iskola együttműködése keretében tartottak előadásokat a pécsi egyetemen.
Egyik alapítója volt a Sensus csoportnak (1997), ami a Pécsi Tudományegyetem Bölcsészettudományi Kara Modern Irodalomtörténeti és Irodalomelméleti Tanszékén belül működő laza csoportosulás.

## Családja
Férje Boros János egyetemi tanár, filozófus, a Pécsi Tudományegyetem Filozófia Doktori Iskolájának vezetője. Két gyermekük született, Dániel (2000) és Misi (2003), aki 2014-ben megnyerte a Virtuózok című televíziós komolyzenei tehetségkutató első évadát.